# Rok Elsner
Rok Elsner (sinh ngày 25 tháng 1 năm 1986) là một cầu thủ bóng đá Slovenia thi đấu ở vị trí tiền vệ phòng ngự cho Triglav Kranj.

## Cá nhân
Ông của anh là Branko Elsner, một cựu huấn luyện viên và cầu thủ bóng đá, bố của anh là Marko Elsner, một cựu cầu thủ bóng đá và đạt huy chương đồng Thế vận hội Mùa hè 1984 cùng với Nam Tư. Anh trai của anh, Luka Elsner, là một huấn luyện viên bóng đá.

## Danh hiệu
Interblock
- Cúp bóng đá Slovenia: 2007–08, 2008–09
- Siêu cúp bóng đá Slovenia: 2008

Al Arabi
- Kuwait Federation Cup: Á quân 2010
- Kuwait Crown Prince Cup: Á quân 2010

Śląsk Wrocław
- Ekstraklasa: 2011–12
- Polish SuperCup: 2012

Domžale
- Cúp bóng đá Slovenia: 2016–17